# Яблунівське газове родовище
Яблунівське газове родовище — належить до Більче-Волицького нафтогазоносного району, Передкарпатська нафтогазоносна область, Західний нафтогазоносний регіон України.

## Опис
Розташоване в Івано-Франківській області на відстані 14 км від м. Косів.
Приурочене до південно-східної частини Косівсько-Угерської підзони Більче-Волицької зони.
Структура виявлена в 1965–67 рр. і являє собою брахіантикліналь північно-західного простягання, розміром по ізогіпсі — 1000 м 7,5х2,5 м, висота 100 м. Складена структура г.п. косівської світи верхнього бадену та нижнього сармату. 
Перший промисловий приплив газу отримано з відкладів косівської світи верхнього бадену з інт. 1265-1277 м у 1973 р. 
Поклади пластові, склепінчасті, літологічно обмежені. 
Експлуатується з 1980 р. Режим покладів газовий. Запаси початкові видобувні категорій А+В+С1: газу — 2640 млн. м³.
Станом на січень 2020 вважається вичерпаним на 79 %.